# Christian Keyes
 (janvier 2021).
Si vous disposez d'ouvrages ou d'articles de référence ou si vous connaissez des sites web de qualité traitant du thème abordé ici, merci de compléter l'article en donnant les références utiles à sa vérifiabilité et en les liant à la section « Notes et références ».
Christian Keyes, né à Détroit, dans le Michigan, le 24 juillet 1975, est un acteur américain.

## Filmographie

### Télévision
- 2016 : Saints & Sinners : Levi Sterling
- 2017-2018 : Supernatural : Michael
- The Boys : Nathan